# ツヤオナガミクリ
ツヤオナガミクリ（艶尾長実栗、学名 Euthria walleri）は、オオシモトボラ科に分類される海産の巻貝の一種。フィリピンに現生するほか、バヌアツとジャワ島（亜種）から化石が知られる。

## 分布
- 化石：バヌアツ（エスピリトゥサント島・更新世）[1]、ジャワ島（中新世の小型亜種 sedanense）[2]。
- 現生：フィリピン（マクタン島近海）[3][2]

## 形態
成貝は殻高50mmから70mm前後。紡錘形で高い螺塔とやや長く伸び反った水管溝とをもつ。原殻は2.5層で平滑で螺層は丸みを帯びる。後成殻は約8層からなり、各層には8-10個ほどの太い縦肋がある。縦肋間は広く空く。螺条も多数あるが細く弱く目立たない。ただし水管溝の付け根付近の螺条だけは他の部分よりも明瞭になる。縦肋や螺条も含めて全体に滑らかで弱い光沢をもち、和名のツヤ（艶）もこのことを表現している。地色はミルクを多めに入れたミルクティーのような淡褐色で、そこにかすれたような破線状のキャラメル色の細斑がある。細斑は縦肋上で目立ち、縦肋間の凹部でほぼ消える。内唇最上部には弱い滑層瘤があり、軸唇下端の水管溝との境界部に1個の弱い襞がある。外唇側の殻口内面には多数の内肋がある。成貝では殻口の外側が膨らむ。蓋は黄褐色角質の木の葉形で核は下端にある。

## 生態
外洋の水深60-120mに棲息する。

## 分類

### 亜種区分
- Euthria walleri walleri Ladd, 1976（名義タイプ亜種） フィリピン（現生）、バヌアツ（更新世）。
- Euthria walleri sedanense Beets, 1987 ジャワ島（中新世）。

### 分類先
ツヤオナガミクリは最初は Ladd(1976)によってイトマキボラ科のイトマキボラ類（Pleuroploca）の1種として記載された。そこではナガイトマキボラと比較され、より小型で彫刻が弱いことや水管溝がカーブすることなどで区別された。その6年後、原記載者であるLaddによってエゾバイ科のオナガミクリ属 Siphonofusus Kuroda & Habe, 1954に分類先が変更された。この変更は、ツヤオナガミクリの記載を見たオナガミクリ属の記載者の一人である波部忠重から私信で指摘されたことも一つの理由であったと記されている。
その後このグループを研究したBeets（1987）は、オナガミクリ属 Siphonofusus Kurosa & Habe, 1954をカタツムニナ属 Euthria Gray, 1850の異名として採用せず、カタツムニナ属 Euthria をモオリバイ属 Buccinulum Deshayes, 1830の亜属に置き、ツヤオナガミクリの亜種として、ジャワ島の中新世の化石 Buccinulum (Euthria) walleri sedanense Beets, 1987を記載した。 
これらの属が含まれるエゾバイ上科の分子系統を研究したKantorら（2021）らは、Beets（1987）と同じくオナガミクリ属 Siphonofusus Kurosa & Habe, 1954をカタツムニナ属 Euthria Gray, 1850の異名としたが、カタツムニナ属自体はモオリバイ属 Buccinulum Deshayes, 1830と区別して独立の属とした。また従来はエゾバイ科に分類されていたこのグループをオオシモトボラ科 Tudiclidae Cossmann, 1901に分類した。オオシモトボラ科は従来オニコブシ科の異名とされてきたが、有効な科名として復活した。 

### 類似種
- オナガミクリ Euthria lubrica (Dall, 1918)

成貝は殻高50mm前後。ツヤオナガミクリよりも水管溝が短く、縦肋がははるかに弱く、肩の結節も丸みを帯びてあまり高まらない。縦肋と結節は体層ではほとんど消失する場合が多い。殻表はツヤオナガミクリのような滑らか感はなくカサカサ感があり、斑紋は不明瞭。四国から九州にかけての水深100-200mの砂礫底に生息する。オナガミクリ属 Siphonofusus Kurosa & Habe, 1954のタイプ種だが、オナガミクリ属はカタツムニナ属 Euthria Gray, 1850の異名とされる。